# Azerailles
Azerailles is een gemeente in het Franse departement Meurthe-et-Moselle (regio Grand Est). De plaats maakt deel uit van het arrondissement Lunéville. In de gemeente ligt spoorwegstation Azerailles. Azerailles telde op 1 januari 2022 770 inwoners.

## Geografie
De oppervlakte van Azerailles bedroeg op 1 januari 2022 14 vierkante kilometer; de bevolkingsdichtheid was toen 55 inwoners per km².

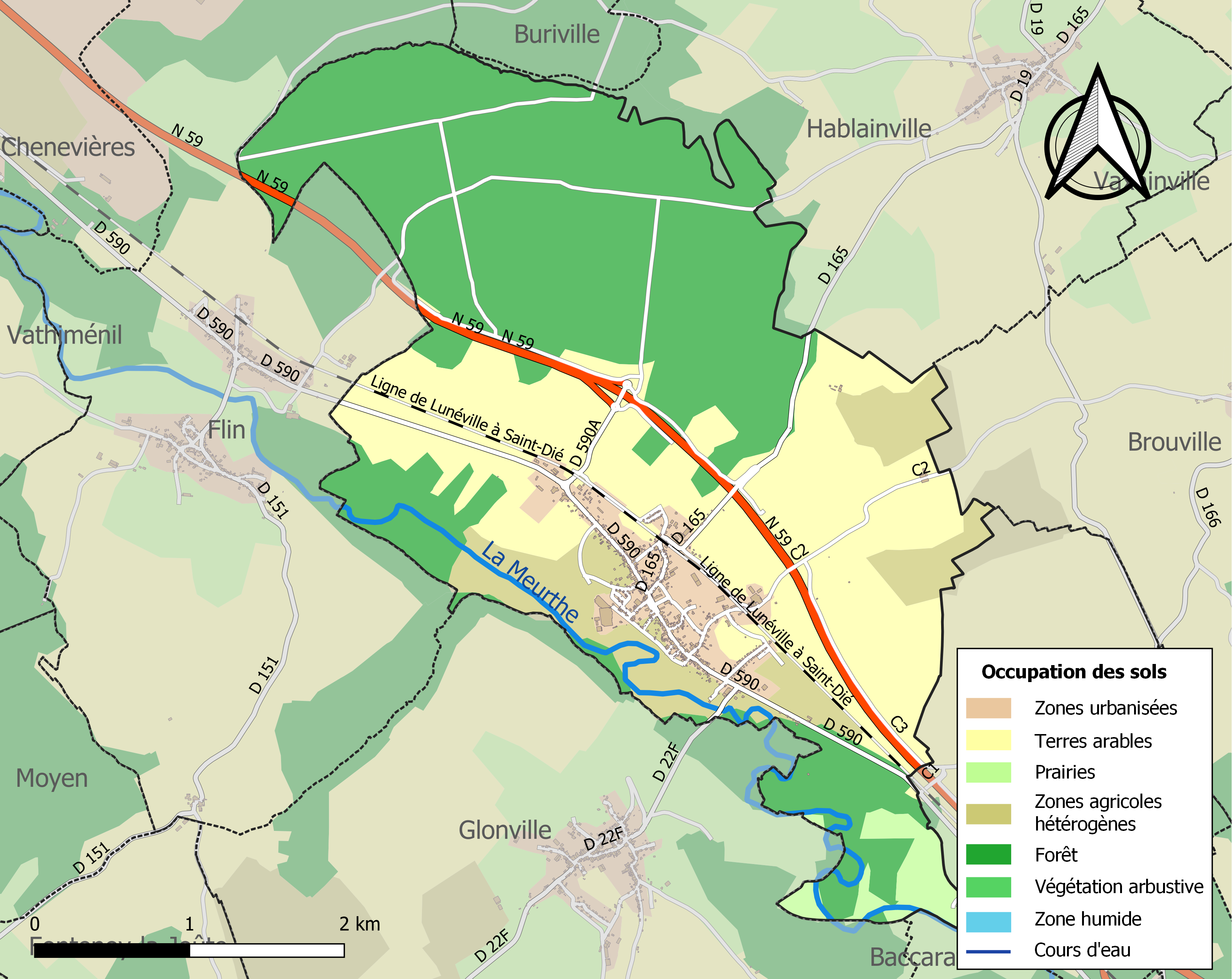
Kaart van de gemeente met de belangrijkste infrastructuur, bodemgebruik en omliggende gemeenten

## Demografie
Onderstaande figuur toont het verloop van het inwonertal (bron: INSEE-tellingen).